# Aleksander Musiałowski
Aleksander Musiałowski − (ur. 8 maja 1974 w Warszawie) – polski reżyser dźwięku, kompozytor, muzyk. Należy do Polskiej oraz Europejskiej Akademii Filmowej i Stowarzyszenia Filmowców Polskich, członek Zarządu Koła Reżyserów Dźwięku SFP. 

## Życiorys

### Edukacja
W 1998 roku ukończył studia na Wydziale Reżyserii Dźwięku Akademii Muzycznej im. Fryderyka Chopina w Warszawie w klasie prof. Michała Żarneckiego.

### Działalność artystyczna
Autor dźwięku i współtwórca warstwy dźwiękowej wielu filmów fabularnych. Współpracował m.in. z Jackiem Bromskim, Ryszardem Bugajskim, Pepe Danquartem, Christopherem Doyle'em, Feliksem Falkiem, Robertem Glińskim, Jerzym Hoffmanem, Andrzejem Jakimowskim, Jerzym Kawalerowiczem, Anną Kazejak, Janem Kidawą-Błońskim, Janem Jakubem Kolskim, Andrzejem Kondratiukiem, Markiem Koterskim, Bodo Koxem, Borysem Lankoszem, Krzysztofem Łukaszewiczem, Weroniką Migoń, Michałem Otłowskim, Barbarą Sass-Zdort, Piotrem Wereśniakiem, Patrykiem Vegą, Maciejem Wojtyszko, Wojciechem Wójcikiem, Krzysztofem Zanussim i Xawerym Żuławskim.

## Wyróżnienia
- 2008 – Nominowany do Polskiej Nagrody Filmowej – Orzeł za Sztuczki Andrzeja Jakimowskiego w kategorii – najlepszy dźwięk
- 2013 – Nagroda za dźwięk za "profesjonalne stworzenie klimatu wielkiego miasta" w filmie Stacja Warszawa